# Walter Serner
Walter Serner, ursprungligen Walter Eduard Seligmann, född 15 januari 1889 i Karlsbad, Böhmen, Österrike-Ungern, död 23 augusti (troligtvis) 1942 i Biķernieki, Lettland,  (mördad av Nazityskland), var en tyskspråkig juris doktor och författare. Han är förknippad med dadaismen i egenskap av provocerande essäist och poet.
Han blev senare även känd som en normativt utmanande novellist som förebådade den nya sakligheten. Dessutom var han en rättsligt prövad romanförfattare och en pjäsförfattare i verismens anda.
Hans debutverk, det dadafilosofiska manifestet letzte lockerung från 1920 publicerades på nytt sju år senare år 1927 i en utökad version och ramar in hans kortvariga författarskap genom att också vara det sista han gav ut. Det är även det enda verket av honom som översatts till svenska under titeln Handbok för svindlare. Och sådana som vill bli det (2010).

## Biografi

### Familj
Walter Seligmann föddes i den mondäna kurorten Karlsbad i Böhmen. Han växte upp som andra barnet till Berthold Seligmann (1852–1925), som var av judisk börd, och hans fru Emilie, född Gerstner. Deras hus, nr 1024 vid Elisabethkai, där Teplá mynnar ut i floden Eger, kallades Johore eller Villa Johore och rymde två familjer, en tidningsredaktion och ett boktryckeri. Fadern var redaktör och utgivare av det lokala veckobladet Karlsbader Zeitung som han grundat 1887 tillsammans med sin yngre bror Julius (1854–1921). De färdigställde tidningen i det familjeägda boktryckeriet fram till 1923 då veckobladets utgivning upphörde. Efter faderns död 1925 övertogs tryckeriet av Walters yngre kusin Lothar (1905–1928). Walter hade tre syskon, varav två tidigt emigrerade till USA. Hans yngre bror Herbert (född 1893) bosatte sig i New York redan 1911. Hans yngre syster Frida (född 1892) flyttade över 1914 och gifte sig där så småningom, medan hans äldre syster Adele (född 1888) av allt att döma bodde kvar i Karlsbad.

### Studier
Från det nya seklets första år, när den unge Walter Seligmann var 11 år gammal, gick han på ett statligt läroverk i sin födelsestad. Vid 19 års ålder, år 1908, blev han dock inte godkänd för högre studier vid sin "mogenhetsexamen", som studentexamen kallades också i Sverige vid denna tid. Han fick vänta till året efter med att avlägga sin examen och bli godkänd. Detta tilläts ske på en annan ort, i Kadaň. Strax därefter konverterade han från judendomen till katolicismen, den religiösa tillhörighet som modern hade haft som ogift, och han bytte namn till Walter Serner. Samma år började han läsa juridik i Wien. 

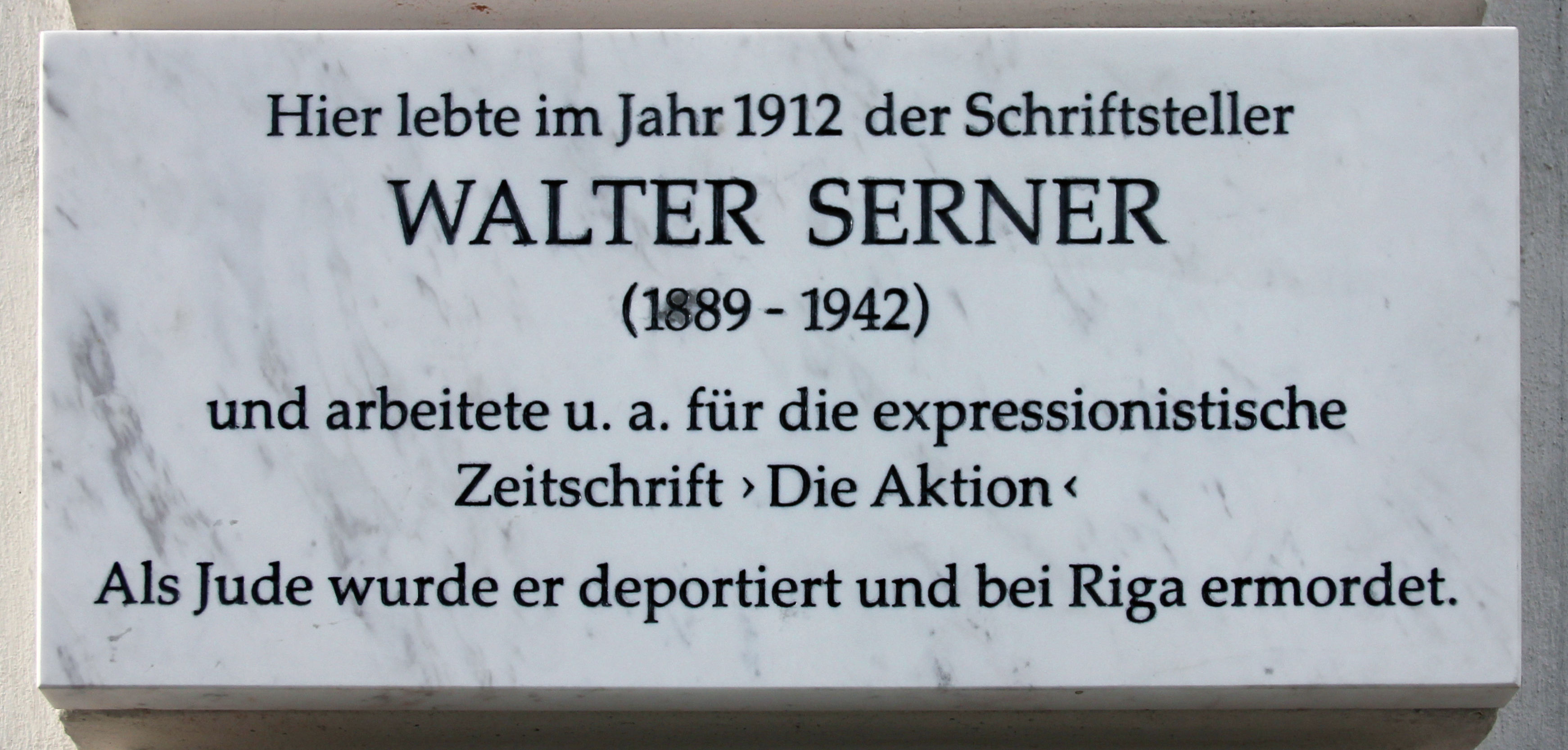
Minnesplakett över Walter Serner på adressen Augsburger Str 21 i Berlin-Charlottenburg. Den berättar att han bodde här 1912 då han bland annat medverkade i den expressionistiska tidskriften Die Aktion.

 Han fortsatte dessa studier i Berlin 1912 och blev året efter juris doktor vid Greifswalds universitet. Andreas Mosbacher, ordförande i Walter-Serner-Gesellschaft (det tyska Walter Serner-sällskapet), tillika domare i tyska Högsta domstolen, påvisade på hundraårsdagen av denna händelse, i november 2013, att denna doktorsavhandling var ett bedrägeri, som vid upptäckt – preskriptionstiden var fem år – hade kunnat rendera Walter Serner upp till tre års fängelse. Till över 80% överensstämde hans arbete med en avhandling som hade framlagts av Arwed Rüling vid Leipzigs universitet 1909. Vad Walter Serner egentligen ville med sina juridikstudier är obekant. Någon ytterligare akademisk karriär gjorde han inte. Han arbetade inte som forskare eller undervisade vid något universitet. Han arbetade inte heller som jurist offentligt eller privat. Däremot titulerade han sig gärna "doktor" fortsättningsvis i olika sammanhang. (Efter 1923 då andra upplagan av hans första novellsamling utkom kallade han sig hellre "författare".)

### Exil i krigsneutrala Schweiz
Vid första världskrigets utbrott hösten 1914, knappa året efter sin promovering bodde Walter Serner återigen i Berlin. I december det året hjälpte han författaren Franz Jung, som olovligt avlägsnat sig från sin truppenhet, att framgångsrikt fly ur landet genom att utfärda något som såg ut som ett läkarintyg där Walter Serner gjorde ett tvetydigt bruk av just sin doktorstitel. Efter att ha sökts av kriminalpolisen i detta ärende och för att undkomma häktning begav sig Serner till det krigsneutrala Schweiz i februari 1915. Det skulle dröja sex år innan han återkom till Tyskland. I Zürich inledde han ett förhållande med läkarstudenten och författarämnet Angela Hubermann. Han hade även en varaktig kärleksaffär med den 22-åriga kabaréaktrisen Marietta di Monaco (1893–1981) från München. Hon skulle långt senare skildra denna förälskelse i en minnesbok, där doktor Serner benämns "doktor Zunder". Själv skulle han tillägna henne sin första novellsamling Zum blauen Affen (1921). Walter Serner lärde också känna den 21-årige, tyske bildkonstnären Christian Schad, som även han befann sig i en påtvingad exil. Förutom ett professionellt samarbete utvecklade de en vänskap och slog följe periodvis de närmaste åren efter kriget. De kamperade till exempel ihop några månader i Neapel. De var tillsammans aktiva som dadaister i Genève, dit Serner flyttade från Zürich i september 1919 sedan han polisanmälts anonymt misstänkt för att vara bolsjevistisk agent och fått sin post beslagtagen. Senare vistades Serner för egen del i mängder av europeiska städer ända fram till mitten av 1930-talet. 1924 gjorde han ett första längre uppehåll i Barcelona och lärde känna den chilenske poeten Vicente Huidobro.

### Giftermål i Prag
Tack vare en minnesskrift av Christian Schad är en del känt om Serner åren 1915–1927, men därefter är uppgifterna få. I samband med utgivningen av Walter Serners samlade verk grävde forskaren Thomas Milch (1953–1997) i slutet av 1970-talet fram nya uppgifter. Serner gifte sig den 5 februari 1938 i Prag med den tre dagar yngre Dorothea Stahl, född Herz (1889–1942). De hade träffats i Berlin och varit ett par sedan 1924. Efter den tyska inmarschen i Tjeckoslovakien i mars 1939 som en följd av Münchenöverenskommelsen, och efter införandet av Nürnberglagarna i det nyupprättade tyska protektoratet Böhmen-Mähren, prövades parets medborgarskap av de nazistiska myndigheterna. I egenskap av jüdischer Mischling ("judisk blandras") hade Walter Serner fortsatt kunnat betraktas som "riksmedborgare" med vissa fri- och rättigheter, men eftersom han hade en maka som definierades som "judisk", räknades även han som "jude". Detta innebar ett medborgarskap med begränsade fri- och rättigheter. De fick till exempel inte bo var de ville utan tvingades flytta till ett särskilt område som blev känt som "Prags getto". De fick inte heller arbeta med vad som helst. För Walter Serner rådde yrkesförbud som författare. Makarna Serner godkändes efter upprepade försök för utvandring till Shanghai, men först närmare två år efter inmarschen, i december 1940. Förmodligen fick de därefter inget visum dit, om de ens hade medlen som krävdes. Från september 1941 tvingades de bära judestjärnan.

### Död
Den 10 augusti 1942 deporterades makarna Serner från Prags getto, där Walter Serner av och till hade försörjt dem som språklärare, till koncentrationslägret Theresienstadt. Tre eller fyra dagar före avfärd skulle de infinna sig med högst 20 kg packning på en angiven uppsamlingsplats i Prag. Härifrån fick de gå en bra bit på avresans morgon till stationen. Efter transporten stannade tåget 2,5 km från lägret och de deporterade var tvungna att under sträng bevakning springa med sin packning resten av vägen. Ordföranden i det tyska Walter Serner-sällskapet professor Andreas Mosbacher kunde först 2012 påvisa makarnas vidare transport från Theresienstadt till Lettland den 20 augusti. Där avrättades de med all sannolikhet några dagar senare i Biķernieki utanför Riga tillsammans med 998 andra från samma tågtransport; ingen rapporterades ha undkommit. Den gängse avrättningsmetoden här var att fångarna fick lägga sig på redan skjutna kroppar i en grävd grop för att därefter själva bli skjutna från gropens kant.

## Verk
Från sommaren 1909, då Walter Serner skrev in sig vid universitetet i Wien för att läsa juridik, och fram till sommaren 1911, författade han närmare 20 artiklar åt faderns och farbroderns veckoblad Karlsbader Zeitung, om konst och teater från dubbelmonarkins huvudstad. Sommaren 1911 organiserade han en separatutställning i Café Park Schönbrunn av den expressionistiske bildkonstnären och dramatikern Oskar Kokoschka i födelsestaden Karlsbad. Från början av februari 1912 till slutet av november 1914 medarbetade han i den vänsterorienterade kulturtidskriften Die Aktion utgiven i Berlin. I oktober 1913 skrev han förordet till en nyöversättning av en fransk läkares omfattande, närmare hundra år gamla, vetenskapliga arbete om prostituerade och deras situation i Paris, vilket utgavs av ett förlag inriktat på sexologi – eller Sexualwissenschaft som det hette – i Berlin. Sin första prosaberättelse publicerade Walter Serner i mars 1915 under pseudonymen Wladimir Senakowski i tidskriften Der Mistral efter flykten till Schweiz. Från oktober 1915 till maj året efter utgav han åtta nummer av Sirius, en egen månadstidskrift för litteratur och konst i Zürich.

### Mouvement Dada
Mot slutet av år 1916 blev Walter Serner en del av dadakretsen. Då bildades, enligt Hans Richter, société anonyme pour l'exploitation du vocabulaire dadaïste. Detta "aktiebolag för utvinnande av dadaistiskt språkbruk" bestod (länge anonymt) av Hans Arp, Walter Serner och Tristan Tzara. Efter Hugo Balls sorti i slutet av maj 1917 blev detta "bolag" ett centrum för dada i Zürich. Hans Arp mindes senare hur de tre hade suttit på Café de la Terrasse och skrivit en diktcykel tillsammans på ett sätt som surrealisterna längre fram skulle kalla automatisk poesi. Denna kollektivt skapade poesi lästes upp vid dada-soaréerna, ett par av alstren trycktes också i tidskriftsform. De skiljer sig genom sin gemensamma framställningsprocess från en något tidigare dadaskapelse kallad simultandikt, där flera individuellt skrivna dikter reciterades av sina upphovsmän samtidigt.
Walter Serner skrev sin debutbok letzte lockerung: manifest dada åren 1916–1918.  Han blev överröstad och utbuad av den stora publiken när han framträdde med kärnfulla meningar ur detta verk vid den 8:e och sista dada-soarén i Saal zur Kaufleuten onsdagen den 9 april 1919 i Zürich.  Hans andra framträdande efter pausen denna kväll, då han enligt programmet skulle läsa egna dikter, gjorde han förmodligen därför till en både roande och avståndstagande metafor. Han tog med sig en skräddares huvudlösa provdocka in på scen och överräckte till denna en bukett konstgjorda blommor att lukta på. Därefter satte han sig ner, på en stol, med ryggen åt publiken. Hans Richter beskrev långt senare Serners letzte lockerung: manifest dada som "dadas anarkistiska trosbekännelse". Smakprov ur detta dadaistiska manifest, vers 1–12, trycktes i maj 1919 i den internationella utgåvan av tidskriften Dada nr 4–5, redigerad av Tzara och kallad Anthologie Dada. Som bok utkom texten tidigt 1920 i Tyskland. Den är tillägnad Anton van Hoboken, Serners efterträdare som Marietta di Monacos välgörare. Boken bildade upptakten till Serners solitära författarskap. Våren 1920 anordnade Serner även en Salon Dada på ett galleri i Genève, där Christian Schad och Gustave Buchet först delade på en utställning, därefter Francis Picabia och Georges Ribemont-Dessaignes. I slutet av maj samma år var Serner i Paris och medverkade där vid en festival dada arrangerad av den franska dadagruppen kring tidskriften Littérature. I november 1920 drog han sig tillbaka från dada, men hade fortsatt kontakt med Francis Picabia och medverkade även med en dikt i första och enda numret av Tzaras paristidskrift Le Coeur à barbe så sent som 1922.

### Handbok för svindlare
Walter Serners författarskap avslutades – som det ser ut efteråt – blott sju år efter debuten med en utökad och bearbetad version av Letzte Lockerung. Undertiteln var en annan och kopplingen till dadaismen var borta. Undertiteln löd istället Handbok för svindlare och sådana som vill bli det, vilket den också fick heta när den utgavs på svenska över 80 år senare. Det tidigare manifestet utgjorde nu en första "principiell" del, vilken följdes upp med en andra "praktisk" del. Den tyske litteraturvetaren och kritikern Jörg Drews (1938–2009) betraktade denna omfattande bok som "en glänsande analys av epokens fullfjädrade nihilism". Den svenske översättaren Aris Fioretos sammanfattade med en mottoliknande mening något av bokens hållning. "Ärligt uppsåt är en barnsjukdom, tillit något för dårar". Ordföranden i det tyska Walter Serner-sällskapet Andreas Mosbacher gav bokens andra, praktiska del detta omdöme i en artikel. "I handboken bearbetade Serner sina erfarenheter av resor, hotell, människor och sig själv till 591 korta sentenser, som i sin skarpsinnighet, människokännedom och subtila vitsighet ännu söker sin like." Christian Schad konstaterade efter att ha läst andra delen 1927 att den inte innehöll något nytt för honom; allt som stod där hade han redan hört Walter Serner säga genom åren i deras umgänge.

### "Kriminalhistorier"
Åren 1921–1927 utgav Serner fyra novellsamlingar, en roman och en pjäs. Ett grundtema i denna samling skönlitterära verk är den bedragne bedragaren. Novellerna, sammanlagt 99 stycken, utspelar sig alla i en värld mellan den etablerade och den marginella och väjer inte för sexualitet som uttryck i denna värld. Filosofen Theodor Lessing gav författaren epitetet "kriminalistikens Maupassant" i en uppskattande artikel år 1925.

#### NovellsamlingenZum blauen Affen
Sin första novellsamling Zum blauen Affen, skriven åren 1915–1919, skickade Walter Serner till den unge tyske dadaförläggaren Paul Steegemann (1894–1956) i Hannover i början av 1920, samtidigt med sitt dadamanifest letzte lockerung. Novellsamlingen utkom året efter och Serner konstaterade inte utan stolthet att den en gång för alla befäste hans dåliga rykte. Den recenserades också av författaren själv, fast i vännen Christian Schads namn. Den tillägnades "Marietta! Marietta!! Marietta!!!" och handlade enligt författarens reklam om "ömkliga krakar, överlägsna kokainister, roliga dagdrivare, kvicktänkta kokotter, påhittiga sadister, graciösa förbrytare". I en polemisk tidningsartikel från början av 1927 ville den verklige Christian Schad se denna novellsamling som ett litterärt förebådande av den nya sakligheten. Boken delade för övrigt namn med en välkänd kvarterskrog i Berlin liksom med en lika välkänd bordell i Leipzig. En andra, fem gånger så stor upplaga trycktes våren 1923 under den begynnande inflationen i Weimarrepubliken men sålde inte så bra som förväntat. Hans andra novellsamling, Der elfte Finger, utkom vid samma tid, detta nationalekonomiskt ödesdigra år.

#### RomanenDie Tigerin
År 1924 bröt Serner med sin förläggare och vände sig istället till det nystartade och vänsterorienterade Elena Gottschalk Verlag i Berlin. Där utkom året därpå två nya böcker av Serner, novellsamlingen Der Pfiff um die Ecke och romanen Die Tigerin. Båda böckerna fick ett bra mottagande i pressen. De trycktes i upplagor om 3000 ex och sålde bra. Der Pfiff um die Ecke var tillägnad "Dorothée Herz", författarens följeslagerska och blivande fru. Omslaget var tecknat av Hans Bellmer, liksom omslaget till romanen Die Tigerin. Romanen hade skrivits redan 1921 och utkom först nu. Den utspelar sig i Paris och Nice och är ett kärleksdrama mellan den prostituerade Bichette och den panke fifflaren Henry Rilcer, kallad Fec, i Paris undre värld. Hösten 1931 då romanen var utgången från förlaget, blev den föremål för en rättslig prövning. Utifrån en lag som instiftats 1926 ville anmälaren, en ungdomsavdelning inom socialnämnden i Düsseldorf, få romanen klassad som "skräp- och snusklitteratur". I sitt långa, tydligt irriterade expertutlåtande intygade romanförfattaren och psykiatern Alfred Döblin att den istället var ett "utmärkt konstverk". Det rättsliga rådet avslog anmälarens begäran, men det dröjde ända till 1971 innan boken utgavs nästa gång. Enligt kännaren Andreas Puff-Trojan (född 1960) utgör romanen en höjdpunkt i Serners skönlitterära skapande. Ingen av Serners "kriminalhistorier" handlar för övrigt om ett sedvanligt uppdagande av brott eller om ett finurligt detektivarbete, påpekar forskaren Andreas Puff-Trojan vidare, utan om en framställning av samhällsprocesser sedda genom den undre världens glasögon. Serners svindlarfigurer legitimerar sin subversiva hållning genom att se denna som en spegelbild av en statsmakt som själv agerar högst subversivt. De båda huvudpersonerna i Die Tigerin förenas i sin kärlek till bedrägeri och rättfärdigar detta för att inte själva falla offer för en existentiell "tomgång". Romanen filmatiserades 1992 av Karin Howard med Valentina Vargas och James Remar i huvudrollerna och handlingen förlades till Berlin och Karlsbad.

#### SkådespeletPosada
Författarens fjärde novellsamling Die tückische Straße gav Serner ut på eget förlag i slutet av 1926 i Wien, likaså skådespelet Posada oder der grosse Coup im Hotel Ritz vid samma tid. Denna pjäs betecknades av författaren själv som "ett skojarstycke i tre akter" och utspelar sig i Barcelona, från sju på kvällen till tre på morgonen. Pjäsen skrevs redan 1925 och fick sin urpremiär vid Neues Theater am Zoo i Berlin 6 mars 1927 i regi av Jo Lherman (1898–1949), med Colette Corder (1894–1982) i rollen som den hala överlevaren Kamilla Schlitten från Wien och Hugo Döblin som den sydamerikanske mestisen och ligamedlemmen Daniél Taquechel, men stycket gjorde bara en matinéföreställning. En del menar att den fick spelförbud på grund av sitt innehåll, andra att själva uppsättningen inte var bra nog. Walter Serner kunde själv inte närvara vid denna premiär men det gjorde hans nära vän Christian Schad, och i en anvisning till regissören tillagd i en utgåva efter denna uppsättning skriver författaren att pjäsen ska spelas "veristiskt" och inte som en parodi. Flera år senare dedicerade Serner ett exemplar av Posada till "Grete Reinwald. Ni har hänfört mig en hel kväll. Här som tack denna pjäs, som haft stor framgång i Berlin – i andra pjäser. Med hjärtlig hälsning. Walter Serner. 15 april 1931." Utöver offentliga dokument är detta det sista kända yttrandet av Serner. Grete Reinwald var en känd tysk stumfilmsaktris som vid det laget, 29 år gammal, hunnit medverka i närmare sextio filmer.

### Författarens sorti och eftermäle
En första utgåva av Walter Serners samlade verk i sju band kom på Paul Steegemann Verlag 1927. Därefter vet vi inte om författaren vände litteraturen ryggen eller om det bara ser ut så. I slutet av år 1935 upptogs han på den första listan över "skadliga och oönskade författarskap" i Nazityskland av Reichsschrifttumskammer, den likriktande riksorganisationen för författare under ledning av Reichskulturkammer. Biblioteksexemplar rensades ut, restupplagor beslagtogs och förstördes.
Serner kom på tal igen i den nordamerikanske bildkonstnären Robert Motherwells antologi The Dada Painters and Poets (1951). Inget eget material av Serner förekom i den, men bildkonstnären Hans Richter gjorde här ett första försök att beskriva "Dr. Walter Serner" som person och hans betydelse för dada. Richter utarbetade senare denna text i sin egen bok Dada Profile (1961), och återkom till ämnet även i Dada - Kunst und Antikunst (1964). Bildkonstnären och poeten Hans Arp erinrade sig Serner i sin bok Unsern täglichen Traum (1955) och lät honom medverka i en antologi om dadas födelse år 1957, då mer material av "aktiebolaget för utvinnande av dadaistiskt språkbruk" publicerades. Även om Walter Serner ännu framstod som en spårlöst försvunnen äventyrare, var det första gången på 30 år som han figurerade i litterära sammanhang. Tre dikter av Serner, Manschetten 7, 9, 5, första gången tryckta (i den ordningen och enbart de) i den dadaistiska tidskriften Der Zeltweg, nr 1, november 1919, togs 1964 med i Richard Huelsenbecks antologi Dada. Eine literarische Dokumentation. Samma år utgav det legendariska Gerhardt Verlag, som drevs av Renate Gerhardt i Västberlin, både debutverket Letzte Lockerung i dess slutgiltiga form och den första novellsamlingen Zum blauen Affen. 
Romanen Die Tigerin återutgavs 1971 av ett annat förlag, Verlag Rogner & Bernhard, ett halvt sekel efter sin tillkomst. Denna utgåva inleddes med en novell skriven 1923 av den franske dadaisten Louis Aragon, La femme française i tysk översättning, och avslutades med en första lång version av Christian Schads minnen av Serner, nedtecknade åren 1966–1971 när Schad var över 70 år. Schad utökade sina minnen av Serner ett decennium senare och de publicerades självständigt 1999 under titeln Relative Realitäten. I Christian-Schad-Archiv i staden Miesbach finns för övrigt ett omfattande arkivmaterial även rörande Walter Serner. Året efter återutgivningen av Die Tigerin gav Verlag Rogner & Bernhard också ut en urvalsvolym med "erotiska kriminalhistorier", vilken fick samma titel som en ursprunglig novellsamling från 1923, nämligen Der elfte Finger. Till denna urvalsvolym fogades ett förord av Louis Aragon, vilket  var en översättning av en text denne hade framfört vid en dadafestival i Paris 1920, där bland många andra även "Docteur Serner" hade medverkat. För att hedra Serners minne instiftades Walter Sernerpriset i mitten av 1970-talet i Berlin. En andra, fullständigare utgåva av hans samlade verk – efter den första från år 1927 – utkom åren 1979–1992 i 8 band, med ytterligare tre supplementband, varav en ordbok för Serners förbrytarjargong. 
Den 28 januari 1982 hade Posada, Serners enda pjäs, nypremiär på statliga Schiller-Theater i Västberlin, i regi av Thomas Reichert och med Barbara Frey (född 1955) i rollen som Marie la Rousse.
I Sverige bildades ett Walter Serner-sällskap av Anders Lidén, Olle Orrje och Torsten Ekbom redan i början av 1970-talet. Medlemsskaran utökades så småningom av Claes Hylinger och Magnus Hedlund, och sällskapet försökte i första hand kasta ljus över Serners då ännu dunkla livsöde. Sällskapet finns fortfarande (2022) men har "ombildats till ett hemligt sällskap vars aktiviteter numera sker helt i det fördolda", enligt Magnus Hedlund. En översättning av Walter Serners dadamanifest och Handbok för svindlare utkom 2010 i Sverige. I Berlin bildades Walter-Serner-Gesellschaft (Walter Serner-sällskapet) 2012 av professorn i bland annat straffrätt vid Leipzigs universitet Andreas Mosbacher (född 1967). Detta sällskap omvandlades 2022, på årsdagen av Walter Serners död, till ett internationellt sällskap, Internationale Walter Serner Gesellschaft (IWSG), med samma ordförande och med säte i Berlin.
Walter Serners manifest och berättelser började översattas till andra språk huvudsakligen på 1990-talet, men utdrag ur Serners dadamanifest kunde läsas på svenska första gången 1985, då Bakhåll utgav Ingemar Johanssons antologi Dada. På engelska presenterades 1995 Serners manifest dada från 1920 i sin helhet som en viktig första dadatext på tyska vid sidan av Hugo Balls postumt utgivna roman Tenderenda och Richard Huelsenbecks diktsamling Fantastiska böner. Förutom svenska och engelska är Walter Serner översatt till spanska, franska, italienska och nederländska (2018).

## Verkförteckning

### Originalutgåvor
- Die Haftung des Schenkers wegen Mängel im Rechte und wegen Mängel der verschenkten Sache. Nach dem Bürgerlichen Gesetzbuch für das Deutsche Reich (Berlin: Ebering, 1913) (Doktorsavhandling)
- Letzte Lockerung: Manifest Dada (Hannover: Paul Steegemann Verlag, 1920 Online (International Dada Archive)
- Letzte Lockerung. Ein Handbrevier für Hochstapler und solche die es werden wollen (en andra utvidgad utgåva, 1927) En radiobearbetning från 2016 av bokens andra del (tyska) br.de/radio/bayern2
  - Handbok för svindlare. Och sådana som vill bli det, översättning och efterord av Aris Fioretos, (Stockholm: Ersatz, 2010)
- Zum blauen Affen. Dreiunddreissig hahnebüchene Geschichten. Noveller. Omslagsteckning av Christian Schad. (Hannover: Paul Steegemann, 1921) Online (I.D.A.)
  - At the Blue Monkey: 33 Outlandish Stories, engelsk översättning av Erik Butler (Wakefield Press, 2020)
- Der elfte Finger. Fünfundzwanzig Kriminalgeschichten. Noveller. (Hannover: Steegemann, 1923)
- Der Pfiff um die Ecke. Zweiundzwanzig Spitzel- und Detektivgeschichten. Noveller. (Berlin: Elena Gottschalk, 1925)
- Die Tigerin. Eine absonderliche Liebesgeschichte. Roman. (Berlin: Gottschalk, 1925)
- Die tückische Straße. Neunzehn Kriminal-Geschichten. Noveller. (Wien: Dezember, 1926)
- Posada oder Der Große Coup im Hotel Ritz. Ein Gauner-Stück in drei Akten. Skådespel. (Wien: Dezember, 1926)

### Senare samlingsvolymer
- Angst. Frühe Prosa,  redigerad och med efterord av Thomas Milch, illustrerad av Christian Schad (Erlangen: Renner, 1977)
  - Über Denkmäler, Weiber und Laternen. Frühe Schriften, en ny reviderad upplaga av Angst under en ny titel, utgiven som Band 1 i Das Gesamte Werk (Renner, 1981)
  - Ny upplaga av Über Denkmäler..., utökad med Serners doktorsavhandling från 1913, som Band 1 i Gesammelte Werke in zehn Bänden (München: Goldmann, 1988)
- Hirngeschwuer. Texte und Materialien. Walter Serner und Dada, redigerad och med efterord av Thomas Milch (Erlangen: Renner, 1977); ny upplaga 1982, Das Gesamte Werk Band 2; ny upplaga 1988, Gesammelte Werke in zehn Bänden, Band 2, Goldmann, 1988)
- Der Abreiser. Materialien zu Leben und Werk, ännu en materialsamling kring liv och verk redigerad av Thomas Milch, utgiven som Band 8 i Das Gesamte Werk (Renner, 1984)
  - Ny upplaga av Der Abreiser..., med tillägg av Das fette Fluchen. Ein Walter Serner-Gaunerwörterbuch, en ordbok för Walter Serners förbrytarjargong (Goldmann, 1988)
- Krachmandel auf Halbmast. Nachträge zu Leben und Werk (Renner, 1992), ytterligare en materialsamling, utgiven som volym 11 i Das Gesamte Werk (mycket olika texter, dokument och bilder av och om W.S., dada, Christian Schad m. fl.)

### Allmänna källor
- Hans Arp: Unsern täglichen Traum. Erinnerungen, Dichtungen und Betrachtungen aus den Jahren 1914-1954 (Zürich: Verlag der Arche, 1955)
- Jörg Drews: Hinter jedem Satz hat man ein wildes Gelächter unmißverständlich anzudeuten. Zur geistigen Existenz Walter Serners Tryckt i tidskriften manuskripte, nr 89/90 (1985) s. 149–153
- Aris Fioretos: Efterord. Ingår i Handbok för svindlare (2010)
- Magnus Hedlund: Sällskapet som försvann. Om dadaisten Walter Serner, Dixikon, 6 maj 2022 (dixikon.se).
- Richard Huelsenbeck: Dada Almanach (1920)
  -  :Dada. Eine literarische Dokumentation (Rowohlt, 1964)
- Thomas Milch: Zu den Texten, Nachwort och Vita. Ingår i materialsamlingen Hirngeschwuer (1977)
- Marietta di Monaco: Ich kam - ich geh : Reisebilder, Erinnerungen, Porträts. Mit Silhouetten von Ernst Moritz Engert (München: Süddt. Verl., 1962)
- Robert Motherwell: The Dada Painters and Poets: An Anthology (1951, 1981, 1988)
- Hans Richter: Dada – Kunst und Antikunst (Köln: DuMont, 1964)
  - (engelska) Dada Art and Anti-Art (London: Thames and Hudson, 1965, 1978, 2016)
- Hans Richter (red): Dada 1916–1966. Dokumente der internationalen Dada-Bewegung (München: Goethe-Institut, 1966)
- Christian Schad: Relative Realitäten. Erinnerungen um Walter Serner. Mit einer Nachbemerkung von Bettina Schad (Augsburg: Maroverlag, 1999) (En första version tryckt i en utgåva av Walter Serners roman Die Tigerin, Verlag Rogner & Bernhard, 1971.)
- Peter Schifferli (red.): Dada. Die Geburt des Dada. Dichtung und Chronik der Gründer (Zürich: Verlag der Arche, 1957)
- Joachim Schreck: Nachwort. Ingår i en utgåva av Die Tigerin (Berlin: Verlag das Neue Berlin, 1985, 1988)